# 오가사와라 히데마사
오가사와라 히데마사(일본어: 小笠原秀政)는 아즈치모모야마 시대부터 에도 시대 전기에 걸친 무장·다이묘이다. 시나노 슈고 오가사와라씨의 후예. 시모사 고가 번주, 시나노 이다 번주를 거쳐서 시나노 마쓰모토 번의 초대 번주가 된다. 오가사와라 종가 시조.
| 전임 오가사와라 사다요시 | 제19대 후추 오가사와라 가문 당주 1589년 ~ 1607년 | 후임 오가사와라 다다나가 |

|  | 고가 성 성주 (오가사와라 종가) 1590년 ~ 1601년 | 후임 마쓰다이라 야스나가 |

|  | 시나노 이다 번 번주 (오가사와라 가문) 1601년 ~ 1613년 | 후임 막부직할령(와키자카 야스모토) |

| 전임 이시카와 야스나가 | 제1대 마쓰모토 번 번주 (오가사와라 가문) 1613년 ~ 1615년 | 후임 오가사와라 다다자네 |